# Ángel azul

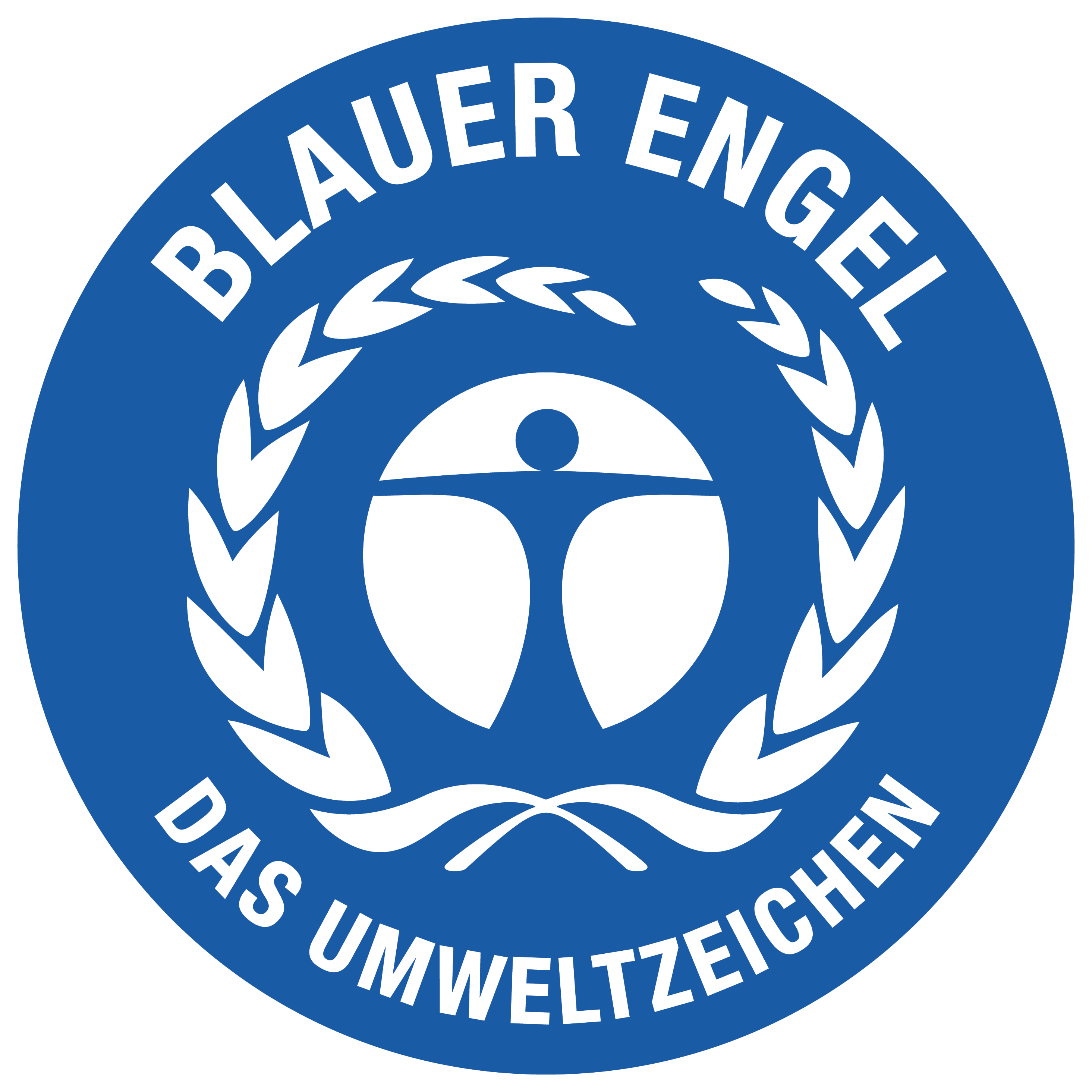
Logo de Ángel Azul.

Blue Angel o Ángel Azul (Blauer Engel en alemán) es una certificación alemana para productos y servicios respetuosos con el medio ambiente. Diferentes instituciones y organizaciones componen su estructura, de tal forma que la etiqueta sea otorgada independientemente.
Esta etiqueta ecológica fue introducida en 1978 por el gobierno alemán. Blauer Engel se utiliza para fomentar la eficiencia energética y de recursos de unos 12,000 productos. Blauer Engel permite identificar productos que son seguros y más ecológicos que otros productos comparables. Los productos para el hogar, de papel o impresión, y los productos eléctricos son los que más típicamente entran dentro de su ámbito. 
Los criterios principales para obtener la etiqueta Blauer Engel incluyen:
- ahorro recursos durante su producción (agua, energía)
- uso preferencial de materiales reciclados
- productos sostenibles hechos con materias primas
- evitar los contaminantes en los productos
- emisiones reducidas de sustancias nocivas en el suelo, el aire, el agua y los espacios interiores
- reducción de ruido y radiación electromagnética
- uso eficiente y productos con bajo consumo de energía o agua
- durabilidad, reparabilidad y reciclabilidad
- buena aptitud para el uso
- sistemas y servicios que permiten el uso compartido.

## Historia
Tras la introducción de la certificación alemana Blauer Engel en 1978 como la primera certificación medio ambiental del mundo, otros países europeos y extra-europeos han seguido su ejemplo y han introducido sus propias certificaciones medioambientales tanto nacionales como supra-regionales. El objetivo común de dichas certificaciones es informar a los consumidores sobre productos respetuosos con el medio ambiente dando, de esa manera, apoyo a los productos relacionados con la protección medioambiental.
En 1994, algunos países cooperaron en el desarrollo de la Red Global de Eco-Etiquetado (Global Ecolabellin Network - GEN), un grupo de intereses sin ánimo de lucro formado por organizaciones de certificaciones ecológicas de todo el mundo.